# Visão remota
A visão remota (VR) (em inglês:  Remote viewing (RV)) é definida pela parapsicologia como a prática de se buscar impressões de um alvo distante e escondido da vista física, utilizando meios paranormais e extrassensoriais. O termo remote viewing foi cunhado pelos físicos e parapsicólogos Russell Targ e Harold Puthoff do Instituto de Pesquisa da Universidade Stanford.

## Reivindicações dos defensores
A visão remota permitiria a um observador usar alguma capacidade paranormal para reunir informações de um determinado local, um objeto, lugar, pessoa, etc., que estaria longe da visão física do observador, preferencialmente separado do observador por uma grande distância. A "visão" seria a impressão pessoal adquirida pelo observador a respeito do assunto, e às vezes poderia ser registrada por outra pessoa. Seria semelhante à sensação que temos quando abrimos os olhos após uma noite de sono e tentássemos recordar sobre um sonho ocorrido durante este período. A visão remota clássica é feita em tempo real, embora alguns praticantes informem a possibilidade de cruzar a linha do tempo e ser remetido também ao passado ou futuro. Os defensores dizem que já existe prova experimental válida para esta técnica.
Os defensores argumentam que a visão remota se distingue de outras formas de clarividência e que segue um protocolo experimental específico (ou alguma variante dele). O aspecto crítico comum a estes protocolos, os defensores contestam, é que o observador é cego no sentido ao alvo, e não terá que dar (ou ser negligente) a informação concernente a respeito do alvo que terá que ver.
A pesquisa original, de acordo com Russell Targ, o autor desta teoria, é considerada válida e aceita sob método científico, e está atualmente no nível de uma teoria em trabalho, mas não como fato considerado nem como alguma lei da natureza. Uma fraqueza do método é que exige uma resposta subjetiva dos assuntos envolvidos na prova. Este ainda é considerado aceitável somente quando os resultados são considerados como produto final. Os resultados só alcançaram um nível significativo estatisticamente, querendo dizer que algumas vezes os resultados casuais tiveram o mesmo resultado, e como experiências usando o fator repetição não poderia haver exceções. Muitos aspectos aceitos pela ciência, incluindo áreas como a psicologia, estão neste mesmo nível de teoria em trabalho.

## Ceticismo
Alguns críticos da visão remota afirmam que as evidências experimentais são inadequadas. Alguns comparam a visão remota com a radiestesia, e consideram a visão remota tão válida quanto esse procedimento.
Embora os proponentes chamem a técnica de visão remota de científica, ela tem apenas uma aceitação minoritária entre os cientistas. Os céticos afirmam que uma descrição incorreta de um objeto por um visualizador remoto é frequentemente considerada um sucesso devido a pequenas semelhanças e que pistas visuais, evidências estranhas e protocolos de teste mal elaborados são responsáveis por quaisquer descrições precisas. Eles também argumentam que nunca houve um experimento duplo-cego de visão remota devidamente conduzido. 

## Protocolos
Na família de protocolos da visão remota, o visualizador é cego para o alvo, ou seja, não é informado explicitamente qual é o alvo; em vez disso, é especificado de várias maneiras. Um método comum é que o alvo seja descrito por escrito ou por uma fotografia, ou por algum conjunto de coordenadas (por exemplo, latitude e longitude), as quais podem ser criptografadas.
A descrição é então colocada em um conjunto duplo de envelopes opacos que podem ou ser mostrados, ou terem sua localização descrita ao visualizador, mas que o visualizador não tem permissão para tocar ou abrir durante a sessão de visualização. O observador então anota todas as informações que puder reunir sobre o alvo, incluindo geralmente desenhos e impressões gestalt, bem como detalhes visuais (e, às vezes, detalhes auditivos ou cinestésicos). A sessão de visualização é frequentemente administrada ou facilitada por uma segunda pessoa chamada de monitor.
O resultado da sessão de visualização é avaliada por uma terceira pessoa, o analista ou avaliador, que compara ou classifica o resultado em relação a um conjunto que consiste no alvo real com algum número de chamarizes ou alvos fictícios. Em cenários de pesquisa (experimentos), o monitor e o analista também não enxergam o alvo junto com o visualizador até que a avaliação seja concluída. O visualizador normalmente recebe as informações sobre o alvo depois que a avaliação é concluída, fornecendo um feedback que parece aumentar a taxa de acertos positivos.
Na opinião da maioria de seus proponentes, a visão remota é uma habilidade que normalmente melhora com o treinamento, e certas variações do protocolo são usadas durante o treinamento.
Algumas variações do protocolo de visão remota incluem:
- Visão remota externa (VRE) — em que uma pessoa (o externo) fisicamente presente no local de destino atua como um "farol" para identificar o local de destino. Este foi um dos primeiros protocolos usados no programa SRI.
- Visão remota coordenada (ou controlada) (VRC) — em que os locais alvo eram originalmente descritos em termos de coordenadas geográficas e, posteriormente, qualquer código de identificação (não descritivo) usado para identificar um alvo para o visualizador.
- Visão remota técnica (VRT) — um termo registrado por uma empresa chamada PSI TECH, com base em VRC.
- Visão remota associativa (VRA) — uma variante que adiciona um nível de indireção, especificamente alvos de procuração associados a eventos para responder a perguntas binárias (sim/não). Frequentemente aplicado para prever eventos futuros.
- Visão remota preditiva (VRP) — desenvolvido pelos pesquisadores Simon Turnbull e Charles Scarf, originalmente para uso na previsão de flutuações no mercado de ações.

## História
O processo de visão remota foi desenvolvido pela primeira vez por Russell Targ e Harold Puthoff no Instituto de Pesquisa da Universidade de Stanford a pedido da CIA em 1972. O programa — inicialmente com o codinome Scanate — aparentemente veio como uma resposta à pesquisa soviética sobre fenômenos psíquicos, nos quais se acredita que a URSS gastou 60 milhões de rublos em 1970. Inicialmente, o projeto se concentrou em um pequeno número de indivíduos que pareciam mostrar potencial, o mais famoso deles foi o artista de Nova York Ingo Swann.
O programa passou por uma série de mudanças ao longo dos anos, tanto na estrutura quanto no nome. Os codinomes posteriores incluem Gondola Wish, Grill Flame, e em 1991, Stargate. Ao longo de vinte anos, os Estados Unidos gastaram US$ 20 milhões no Stargate e projetos relacionados. Ao longo de sua existência, mais de quarenta funcionários trabalharam no projeto, incluindo mais de vinte visualizadores remotos. Embora o programa tenha sido classificado ao longo de sua existência, o colunista Jack Anderson escreveu sobre ele em meados da década de 1980. Desde 2003, a documentação relativa aos programas Scanate, Grill Flame, Gondola Wish e Centrelane foi em grande parte desclassificada (1% ou menos permanece classificado) e está disponível para o público em geral sob o FOIA.
As preocupações sobre a eficácia do programa levaram a CIA a contratar os Institutos Americanos de Pesquisa (IAP) para fornecer uma avaliação. Seu relatório final incluiu um endosso da estatística Jessica Utts, que achou a taxa de sucesso de 15% dos médiuns do governo estatisticamente significativa; e uma refutação do notável cético Ray Hyman, que apontou as falhas na forma como os experimentos foram conduzidos e os resultados tabulados. A recomendação final dos IAP à CIA foi encerrar o programa, o que aconteceu em 1995. De acordo com a CIA, a PES nunca forneceu dados usados para orientar as operações de inteligência.
Desde o fim do envolvimento do governo com o Projeto Stargate, a visão remota entrou no setor privado. Empresas como a PSI TECH afirmam ensinar procedimentos de visão remota, e centenas de livros que detalham a história e métodos de visão remota existem por vários autores.

## Visualizadores remotos famosos
- Ed Dames, visualizador remoto, associado à PSI TECH, Inc.;
- Courtney Brown, telespectador e fundador do Farsight Institute;
- David Morehouse, visualizador remoto durante o programa Stargate;
- Joseph McMoneagle, um dos primeiros visualizadores remotos;
- Lyn Buchanan, visualizador remoto;
- Pat Price, um dos primeiros visualizadores remotos;
- Paul Smith, telespectador creditado com a criação/edição do manual de treinamento VRC original;
- Ingo Swann, um dos criadores do conceito de visão remota;
- Russel Targ, cofundador da investigação do Instituto de Pesquisa da Universidade de Stanford sobre habilidades psíquicas nos anos 70 e 80.